# 张君房
张君房，字尹方（或作尹才、允方），岳州安陆人（今湖北）。

## 生平
北宋景德道士。北宋景德中進士及第，任尚書度支員外郎、集賢校理。

## 著作
主要著作有《云笈七签》。